# Iva Majoli
Iva Majoli (Zagreb, 12. kolovoza 1977.) je najbolja hrvatska tenisačica svih vremena, osvajačica Grand Slam turnira Roland Garros u Parizu 1997. godine. U karijeri je osvojila 9 WTA turnira, 8 pojedinačno i jedan u paru.
Godine 1995. Majoli je dobila Državnu nagradu za šport "Franjo Bučar".

## Životopis
Kao trinaestogodišnjakinja Majoli je debitirala na ITF turniru u Malom Lošinju. Postala je profesionalac vrlo rano, ratne 1991. Godine 1993. se sa 16 godina probila u 4. kolo Roland Garrosa, u kojem je izgubila od Steffi Graf sa 6:4, 7:6, iako je vodila 4:2 u prvom i 6:5 u drugom setu.
Prvo finale Majoli je ostvarila 1994. godine u Osaki, kada je izgubila od Magdalene Maleeve. Godinu poslije osvojila je i svoj prvi turnir. Bilo je to u Zürichu, gdje je na putu do naslova porazila Janu Novotnu i Mary Pierce. Iste godine osvaja i Filderstadt i nakon toga ulazi u Top 10 na WTA listi.
Godine 1996. osvojila je još dva turnira. Prvi joj je bio u Tokiju, gdje je svladala prvu nositeljicu Moniku Seleš (bila je to prva pobjeda nad nekom "broj jedan" igračicom), Martinu Hingis i Arantxu Sanchez Vicario. Iste godine osvojila je i Essen. Te godine nastupala je i na Olimpijskim igrama u Atlanti, gdje je eliminirana u četvrtfinalu.
Sljedeće, 1997. godine, Majoli je imala najbolju sezonu karijere. Osvojila je Hannover i Hamburg, te Roland Garros, kao 11. tinejdžerica (imala je nepunih 20 godina) kojoj je to uspjelo i kao najniže postavljena nositeljica do tada (9). Najupečatljivije je bilo četvrtfinale u kojem je pobijedila predstavnicu SAD-a i 5. nositeljicu Lindsay Davenport. Naime, Iva je gubila 7:5 i 4:0 i uspjela je preokrenuti meč. Finale protiv Švicarke Martine Hingis dobila je vrlo uvjerljivo sa 6:4 i 6:2, ne ponudivši Martini ni jednu break loptu. Hingis je do tada držala omjer sezone od 37-0.
Godine 1998. Majoli igra polufinala Tokija i Linza. Tijekom sezone, ozljede i bolest su je udaljili od tenisa, tako da je te godine, u kolovozu, ispala iz Top 20.
Godine 2000., nakon što je operirala desno rame u Miamiju, vraća se tenisu. S rankingom 459., čak je 8 turnira zaredom izgubila u prvom kolu, da bi prvu pobjedu ostvarila nakon 11 mjeseci - protiv Meghan Shaughnessy. Potvrdu povratka najavila je prolaskom u polufinale Madrida (prvog u dvije godine) i finale Kuala Lumpura (na tom je turniru pobijedila 2. nositeljicu Jelenu Dokić, a u finalu izgubila od Nagyove). Sezonu je završila kao 73. na svijetu, iako je u travnju iste godine bila 466.
Godine 2001., po prvi puta nakon 1998. igra sva četiri Grand Slama. Osvojila je i svoj prvi turnir u parovima (s Razzano). Bila je na korak prolaska u 4. kolo US Opena, gdje su je 2 boda dijelila od pobjede nad prvom igračicom svijeta Hingis. Do kraja godine igrala je finala Quebeca i Linza. Sezonu je završila kao 32. igračica na WTA listi, što joj je bio najbolji plasman nakon 1999.
Sezonu 2002. Majoli je počela ispadanjima u prvom kolu, no kao 58. igračica svijeta uspijeva osvojiti turnir u Charlestonu, što joj je bio prvi pojedinačni naslov od Roland Garrosa 1997. godine. Tim naslovom postala je najniže plasirana tenisačica koja je osvojila jedan od Top Tier turnira (otkad su Tier turniri počeli 1980. godine). Osim finala Bola, do kraja godine nije zabilježila značajnije rezultate. To se nastavilo i u narednim sezonama, da bi se u studenom 2004. prestala baviti tenisom.
Iva Majoli ostvarila je u karijeri omjer pobjeda i poraza od 316-225.
Godine 2007. sudjelovala je u showu HRT-a "Ples sa zvijezdama" u kojem se natjecala s partnerom Markom Hercegom. Iz showa je izbačena 24. studenog u 4. emisiji.
Godina 1995., 1996. i 1997. proglašena je športašicom godine u izboru dnevnog športskog lista Sportskih novosti.

## Pregled osvojenih turnira
| No. | Datum               | Turnir              | Suparnica u finalu      | Rezultat    |
| 1.  | 8. listopada 1995.  | Zurich              | Mary Pierce             | 6-4 6-4     |
| 2.  | 15. listopada 1995. | Filderstadt         | Gabriela Sabatini       | 6-4 7-6     |
| 3.  | 14. veljače 1996.   | Tokyo (Pan Pacific) | Arantxa Sanchez Vicario | 6-4 6-1     |
| 4.  | 25. veljače 1996.   | Essen               | Jana Novotna            | 7-5 1-6 7-6 |
| 5.  | 23. veljače 1997.   | Hannover            | Jana Novotna            | 4-6 7-6 6-4 |
| 6.  | 4. svibnja 1997.    | Hamburg             | Ruxandra Dragomir       | 6-3 6-2     |
| 7.  | 7. lipnja 1997.     | Roland Garros       | Martina Hingis          | 6-4 6-2     |
| 8.  | 21. travnja 2002.   | Charleston          | Patty Schnyder          | 7-6 6-4     |

| No. | Datum             | Turnir | Partnerica       | Suparnice u finalu             | Rezultat |
| 1.  | 11. veljače 2001. | Pariz  | Virginie Razzano | Kimberly Po & Nathalie Tauziat | 6-3 7-5  |

### Legenda
| Legenda               |
| Grand Slam (1)        |
| WTA Championships (0) |
| Tier I Event (3)      |
| WTA Tour (4)          |

| 1960. Perušić 1970. Skansi 1980. Ćosić 1990. Kukoč 2000. Pešalov 2010. Kostelić 2020. Duvnjak | 1961. Jovanović 1971. Parlov 1981. Šurbek 1991. Kukoč 2001. Ivanišević 2011. Kostelić 2021. Srbić | 1952. HVK Gusar 1962. Pilić/Jovanović 1972. Parlov 1982. Ljubek 1992. Ivanišević 2002. Kostelić 2012. Cernogoraz 2022. Modrić | 1953. Vlašić 1963. Gjergja 1973. Parlov 1983. Šurbek 1993. Ivanišević 2003. Kostelić 2013. Mandžukić 2023. Srbić | 1954. Dolinar 1964. Pilić 1974. Sušanj 1984. Lisjak 1994. Ivanišević 2004. Draganja 2014. Čilić | 1955. Vukas 1965. Depolo 1975. Stipančić 1985. Petrović 1995. Mavrović 2005. Ljubičić 2015. Rakitić | 1956. Račić 1966. Bilić 1976. Ljubek 1986. Petrović 1996. Ivanišević 2006. Ljubičić 2016. Martin | 1957. Kačić 1967. Pilić 1977. Alebić 1987. Šabjan 1997. Mavrović 2007. Balić 2017. Srbić | 1958. Murat 1968. Šurbek 1978. Janić 1988. Primorac 1998. Šuker 2008. Ude 2018. Modrić | 1959. Smoljanović 1969. Šurbek 1979. Šurbek 1989. Kukoč 1999. Kožulj 2009. Kostelić 2019. Srbić |

| 1960. Kokeza 1970. Meglaj 1980. Krištof 1990. Petrović 2000. Kostelić 2010. Vlašić 2020. Matić | 1961. Zeier 1971. Nikolić 1981. Dubravčić 1991. Nakić 2001. Kostelić 2011. Vlašić 2021. Jelić | 1952. Babović 1962. Šikovec 1972. Nikolić 1982. Perman 1992. Perman 2002. Kostelić 2012. Perković 2022. Perković | 1953. Babović 1963. Šikovec 1973. Torti 1983. Šašak 1993. Skoko 2003. Kostelić 2013. Perković 2023. Stojković | 1954. Ligorio 1964. Vučković 1974. Pavličić 1984. Batinić 1994. Majoli 2004. Vlašić 2014. Perković | 1955. Babović 1965. Petnjarić 1975. Batinić 1985. Perman 1995. Majoli 2005. Kostelić 2015. Perković | 1956. Jeričević 1966. Petnjarić 1976. Krištof 1986. Šekarić 1996. Majoli 2006. Kostelić 2016. Perković | 1957. Vučković 1967. Resler 1977. Pavličić 1987. Šekarić 1997. Majoli 2007. Vlašić 2017. Perković | 1958. Zeier 1968. Bjedov 1978. Galošević 1988. Šekarić 1998. Kostelić 2008. Vlašić 2018. Perković | 1959. Zoković 1969. Boban 1979. Dubravčić 1989. Šekarić 1999. Kostelić 2009. Vlašić 2019. Perković |

| 1990. KK Split 2000. Osmerac * 2010. Vaterpolo * 2020. Rukomet * | 1991. KK Split 2001. Nogomet * 2011. Vaterpolo * 2021. Mektić/Pavić | 1992. Košarka * 2002. Dvojac “bez” * 2012. Vaterpolo * 2022. Nogomet * | 1993. RK Zagreb 2003. Rukomet * 2023. 4 na pariće * 2023. Nogomet * | 1994. Dvojac “sa” * 2004. Rukomet * 2014. 2 na pariće * | 1995. Rukomet * 2005. Tenis * 2015. 2 na pariće * | 1996. Rukomet * 2006. VK Jug 2016. 2 na pariće * | 1997. Nogomet * 2007. Vaterpolo * 2017. Vaterpolo * | 1998. Nogomet * 2008. Nogomet * 2018. Nogomet * | 1999. Vaterpolo * 2009. Rukomet * 2019. Dvojac "bez" * |

| 1990. ŽKK Jedinstvo 2000. Odbojka * 2010. ŽKK Gospić 2020. Rukomet * | 1991. ŽOK Mladost 2001. Košarka * 2011. Košarka * 2021. Stolni tenis (inv) * | 1992. Kuglanje * 2002. ŽRK Podravka 2012. Rukomet * 2022. KK Mlaka | 1993. Rukomet * 2003. Stolni tenis * 2013. Karate * 2023. Karate * | 1994. ŽOK Mladost 2004. Samostrel * 2014. Samostrel * | 1995. Odbojka * 2005. Stolni tenis * 2015. Karate * | 1996. ŽRK Podravka 2006. ŽRK Podravka 2015. PO stolni tenis * | 1997. Odbojka * 2007. Himalajska ek. 2017. Samostrel * | 1998. ŽOK Dubrovnik 2008. Stolni tenis * 2018. Samostrel * | 1999. Odbojka * 2009. Himalajska ek. 2019. Samostrel * |

| 1960. Perušić 1970. Skansi 1980. Ćosić 1990. Kukoč 2000. Pešalov 2010. Kostelić 2020. Duvnjak | 1961. Jovanović 1971. Parlov 1981. Šurbek 1991. Kukoč 2001. Ivanišević 2011. Kostelić 2021. Srbić | 1952. HVK Gusar 1962. Pilić/Jovanović 1972. Parlov 1982. Ljubek 1992. Ivanišević 2002. Kostelić 2012. Cernogoraz 2022. Modrić | 1953. Vlašić 1963. Gjergja 1973. Parlov 1983. Šurbek 1993. Ivanišević 2003. Kostelić 2013. Mandžukić 2023. Srbić | 1954. Dolinar 1964. Pilić 1974. Sušanj 1984. Lisjak 1994. Ivanišević 2004. Draganja 2014. Čilić | 1955. Vukas 1965. Depolo 1975. Stipančić 1985. Petrović 1995. Mavrović 2005. Ljubičić 2015. Rakitić | 1956. Račić 1966. Bilić 1976. Ljubek 1986. Petrović 1996. Ivanišević 2006. Ljubičić 2016. Martin | 1957. Kačić 1967. Pilić 1977. Alebić 1987. Šabjan 1997. Mavrović 2007. Balić 2017. Srbić | 1958. Murat 1968. Šurbek 1978. Janić 1988. Primorac 1998. Šuker 2008. Ude 2018. Modrić | 1959. Smoljanović 1969. Šurbek 1979. Šurbek 1989. Kukoč 1999. Kožulj 2009. Kostelić 2019. Srbić |

| 1960. Kokeza 1970. Meglaj 1980. Krištof 1990. Petrović 2000. Kostelić 2010. Vlašić 2020. Matić | 1961. Zeier 1971. Nikolić 1981. Dubravčić 1991. Nakić 2001. Kostelić 2011. Vlašić 2021. Jelić | 1952. Babović 1962. Šikovec 1972. Nikolić 1982. Perman 1992. Perman 2002. Kostelić 2012. Perković 2022. Perković | 1953. Babović 1963. Šikovec 1973. Torti 1983. Šašak 1993. Skoko 2003. Kostelić 2013. Perković 2023. Stojković | 1954. Ligorio 1964. Vučković 1974. Pavličić 1984. Batinić 1994. Majoli 2004. Vlašić 2014. Perković | 1955. Babović 1965. Petnjarić 1975. Batinić 1985. Perman 1995. Majoli 2005. Kostelić 2015. Perković | 1956. Jeričević 1966. Petnjarić 1976. Krištof 1986. Šekarić 1996. Majoli 2006. Kostelić 2016. Perković | 1957. Vučković 1967. Resler 1977. Pavličić 1987. Šekarić 1997. Majoli 2007. Vlašić 2017. Perković | 1958. Zeier 1968. Bjedov 1978. Galošević 1988. Šekarić 1998. Kostelić 2008. Vlašić 2018. Perković | 1959. Zoković 1969. Boban 1979. Dubravčić 1989. Šekarić 1999. Kostelić 2009. Vlašić 2019. Perković |

| 1990. KK Split 2000. Osmerac * 2010. Vaterpolo * 2020. Rukomet * | 1991. KK Split 2001. Nogomet * 2011. Vaterpolo * 2021. Mektić/Pavić | 1992. Košarka * 2002. Dvojac “bez” * 2012. Vaterpolo * 2022. Nogomet * | 1993. RK Zagreb 2003. Rukomet * 2023. 4 na pariće * 2023. Nogomet * | 1994. Dvojac “sa” * 2004. Rukomet * 2014. 2 na pariće * | 1995. Rukomet * 2005. Tenis * 2015. 2 na pariće * | 1996. Rukomet * 2006. VK Jug 2016. 2 na pariće * | 1997. Nogomet * 2007. Vaterpolo * 2017. Vaterpolo * | 1998. Nogomet * 2008. Nogomet * 2018. Nogomet * | 1999. Vaterpolo * 2009. Rukomet * 2019. Dvojac "bez" * |

| 1990. ŽKK Jedinstvo 2000. Odbojka * 2010. ŽKK Gospić 2020. Rukomet * | 1991. ŽOK Mladost 2001. Košarka * 2011. Košarka * 2021. Stolni tenis (inv) * | 1992. Kuglanje * 2002. ŽRK Podravka 2012. Rukomet * 2022. KK Mlaka | 1993. Rukomet * 2003. Stolni tenis * 2013. Karate * 2023. Karate * | 1994. ŽOK Mladost 2004. Samostrel * 2014. Samostrel * | 1995. Odbojka * 2005. Stolni tenis * 2015. Karate * | 1996. ŽRK Podravka 2006. ŽRK Podravka 2015. PO stolni tenis * | 1997. Odbojka * 2007. Himalajska ek. 2017. Samostrel * | 1998. ŽOK Dubrovnik 2008. Stolni tenis * 2018. Samostrel * | 1999. Odbojka * 2009. Himalajska ek. 2019. Samostrel * |

| 1960. Perušić 1970. Skansi 1980. Ćosić 1990. Kukoč 2000. Pešalov 2010. Kostelić 2020. Duvnjak | 1961. Jovanović 1971. Parlov 1981. Šurbek 1991. Kukoč 2001. Ivanišević 2011. Kostelić 2021. Srbić | 1952. HVK Gusar 1962. Pilić/Jovanović 1972. Parlov 1982. Ljubek 1992. Ivanišević 2002. Kostelić 2012. Cernogoraz 2022. Modrić | 1953. Vlašić 1963. Gjergja 1973. Parlov 1983. Šurbek 1993. Ivanišević 2003. Kostelić 2013. Mandžukić 2023. Srbić | 1954. Dolinar 1964. Pilić 1974. Sušanj 1984. Lisjak 1994. Ivanišević 2004. Draganja 2014. Čilić | 1955. Vukas 1965. Depolo 1975. Stipančić 1985. Petrović 1995. Mavrović 2005. Ljubičić 2015. Rakitić | 1956. Račić 1966. Bilić 1976. Ljubek 1986. Petrović 1996. Ivanišević 2006. Ljubičić 2016. Martin | 1957. Kačić 1967. Pilić 1977. Alebić 1987. Šabjan 1997. Mavrović 2007. Balić 2017. Srbić | 1958. Murat 1968. Šurbek 1978. Janić 1988. Primorac 1998. Šuker 2008. Ude 2018. Modrić | 1959. Smoljanović 1969. Šurbek 1979. Šurbek 1989. Kukoč 1999. Kožulj 2009. Kostelić 2019. Srbić |

| 1960. Kokeza 1970. Meglaj 1980. Krištof 1990. Petrović 2000. Kostelić 2010. Vlašić 2020. Matić | 1961. Zeier 1971. Nikolić 1981. Dubravčić 1991. Nakić 2001. Kostelić 2011. Vlašić 2021. Jelić | 1952. Babović 1962. Šikovec 1972. Nikolić 1982. Perman 1992. Perman 2002. Kostelić 2012. Perković 2022. Perković | 1953. Babović 1963. Šikovec 1973. Torti 1983. Šašak 1993. Skoko 2003. Kostelić 2013. Perković 2023. Stojković | 1954. Ligorio 1964. Vučković 1974. Pavličić 1984. Batinić 1994. Majoli 2004. Vlašić 2014. Perković | 1955. Babović 1965. Petnjarić 1975. Batinić 1985. Perman 1995. Majoli 2005. Kostelić 2015. Perković | 1956. Jeričević 1966. Petnjarić 1976. Krištof 1986. Šekarić 1996. Majoli 2006. Kostelić 2016. Perković | 1957. Vučković 1967. Resler 1977. Pavličić 1987. Šekarić 1997. Majoli 2007. Vlašić 2017. Perković | 1958. Zeier 1968. Bjedov 1978. Galošević 1988. Šekarić 1998. Kostelić 2008. Vlašić 2018. Perković | 1959. Zoković 1969. Boban 1979. Dubravčić 1989. Šekarić 1999. Kostelić 2009. Vlašić 2019. Perković |

| 1990. KK Split 2000. Osmerac * 2010. Vaterpolo * 2020. Rukomet * | 1991. KK Split 2001. Nogomet * 2011. Vaterpolo * 2021. Mektić/Pavić | 1992. Košarka * 2002. Dvojac “bez” * 2012. Vaterpolo * 2022. Nogomet * | 1993. RK Zagreb 2003. Rukomet * 2023. 4 na pariće * 2023. Nogomet * | 1994. Dvojac “sa” * 2004. Rukomet * 2014. 2 na pariće * | 1995. Rukomet * 2005. Tenis * 2015. 2 na pariće * | 1996. Rukomet * 2006. VK Jug 2016. 2 na pariće * | 1997. Nogomet * 2007. Vaterpolo * 2017. Vaterpolo * | 1998. Nogomet * 2008. Nogomet * 2018. Nogomet * | 1999. Vaterpolo * 2009. Rukomet * 2019. Dvojac "bez" * |

| 1990. ŽKK Jedinstvo 2000. Odbojka * 2010. ŽKK Gospić 2020. Rukomet * | 1991. ŽOK Mladost 2001. Košarka * 2011. Košarka * 2021. Stolni tenis (inv) * | 1992. Kuglanje * 2002. ŽRK Podravka 2012. Rukomet * 2022. KK Mlaka | 1993. Rukomet * 2003. Stolni tenis * 2013. Karate * 2023. Karate * | 1994. ŽOK Mladost 2004. Samostrel * 2014. Samostrel * | 1995. Odbojka * 2005. Stolni tenis * 2015. Karate * | 1996. ŽRK Podravka 2006. ŽRK Podravka 2015. PO stolni tenis * | 1997. Odbojka * 2007. Himalajska ek. 2017. Samostrel * | 1998. ŽOK Dubrovnik 2008. Stolni tenis * 2018. Samostrel * | 1999. Odbojka * 2009. Himalajska ek. 2019. Samostrel * |

| 1960. Perušić 1970. Skansi 1980. Ćosić 1990. Kukoč 2000. Pešalov 2010. Kostelić 2020. Duvnjak | 1961. Jovanović 1971. Parlov 1981. Šurbek 1991. Kukoč 2001. Ivanišević 2011. Kostelić 2021. Srbić | 1952. HVK Gusar 1962. Pilić/Jovanović 1972. Parlov 1982. Ljubek 1992. Ivanišević 2002. Kostelić 2012. Cernogoraz 2022. Modrić | 1953. Vlašić 1963. Gjergja 1973. Parlov 1983. Šurbek 1993. Ivanišević 2003. Kostelić 2013. Mandžukić 2023. Srbić | 1954. Dolinar 1964. Pilić 1974. Sušanj 1984. Lisjak 1994. Ivanišević 2004. Draganja 2014. Čilić | 1955. Vukas 1965. Depolo 1975. Stipančić 1985. Petrović 1995. Mavrović 2005. Ljubičić 2015. Rakitić | 1956. Račić 1966. Bilić 1976. Ljubek 1986. Petrović 1996. Ivanišević 2006. Ljubičić 2016. Martin | 1957. Kačić 1967. Pilić 1977. Alebić 1987. Šabjan 1997. Mavrović 2007. Balić 2017. Srbić | 1958. Murat 1968. Šurbek 1978. Janić 1988. Primorac 1998. Šuker 2008. Ude 2018. Modrić | 1959. Smoljanović 1969. Šurbek 1979. Šurbek 1989. Kukoč 1999. Kožulj 2009. Kostelić 2019. Srbić |

| 1960. Kokeza 1970. Meglaj 1980. Krištof 1990. Petrović 2000. Kostelić 2010. Vlašić 2020. Matić | 1961. Zeier 1971. Nikolić 1981. Dubravčić 1991. Nakić 2001. Kostelić 2011. Vlašić 2021. Jelić | 1952. Babović 1962. Šikovec 1972. Nikolić 1982. Perman 1992. Perman 2002. Kostelić 2012. Perković 2022. Perković | 1953. Babović 1963. Šikovec 1973. Torti 1983. Šašak 1993. Skoko 2003. Kostelić 2013. Perković 2023. Stojković | 1954. Ligorio 1964. Vučković 1974. Pavličić 1984. Batinić 1994. Majoli 2004. Vlašić 2014. Perković | 1955. Babović 1965. Petnjarić 1975. Batinić 1985. Perman 1995. Majoli 2005. Kostelić 2015. Perković | 1956. Jeričević 1966. Petnjarić 1976. Krištof 1986. Šekarić 1996. Majoli 2006. Kostelić 2016. Perković | 1957. Vučković 1967. Resler 1977. Pavličić 1987. Šekarić 1997. Majoli 2007. Vlašić 2017. Perković | 1958. Zeier 1968. Bjedov 1978. Galošević 1988. Šekarić 1998. Kostelić 2008. Vlašić 2018. Perković | 1959. Zoković 1969. Boban 1979. Dubravčić 1989. Šekarić 1999. Kostelić 2009. Vlašić 2019. Perković |

| 1990. KK Split 2000. Osmerac * 2010. Vaterpolo * 2020. Rukomet * | 1991. KK Split 2001. Nogomet * 2011. Vaterpolo * 2021. Mektić/Pavić | 1992. Košarka * 2002. Dvojac “bez” * 2012. Vaterpolo * 2022. Nogomet * | 1993. RK Zagreb 2003. Rukomet * 2023. 4 na pariće * 2023. Nogomet * | 1994. Dvojac “sa” * 2004. Rukomet * 2014. 2 na pariće * | 1995. Rukomet * 2005. Tenis * 2015. 2 na pariće * | 1996. Rukomet * 2006. VK Jug 2016. 2 na pariće * | 1997. Nogomet * 2007. Vaterpolo * 2017. Vaterpolo * | 1998. Nogomet * 2008. Nogomet * 2018. Nogomet * | 1999. Vaterpolo * 2009. Rukomet * 2019. Dvojac "bez" * |

| 1990. ŽKK Jedinstvo 2000. Odbojka * 2010. ŽKK Gospić 2020. Rukomet * | 1991. ŽOK Mladost 2001. Košarka * 2011. Košarka * 2021. Stolni tenis (inv) * | 1992. Kuglanje * 2002. ŽRK Podravka 2012. Rukomet * 2022. KK Mlaka | 1993. Rukomet * 2003. Stolni tenis * 2013. Karate * 2023. Karate * | 1994. ŽOK Mladost 2004. Samostrel * 2014. Samostrel * | 1995. Odbojka * 2005. Stolni tenis * 2015. Karate * | 1996. ŽRK Podravka 2006. ŽRK Podravka 2015. PO stolni tenis * | 1997. Odbojka * 2007. Himalajska ek. 2017. Samostrel * | 1998. ŽOK Dubrovnik 2008. Stolni tenis * 2018. Samostrel * | 1999. Odbojka * 2009. Himalajska ek. 2019. Samostrel * |